# Josephville
Josephville – wieś w Stanach Zjednoczonych, w stanie Missouri, w hrabstwie St. Charles.